# 恩丹語
恩丹語(英語：Ndam，亦稱Dam或Ndamm)，是一種亞非語系語言，主要於查德西南部的坦吉萊區地區使用。大多數使用者信仰傳統宗教、伊斯蘭教或基督教。恩丹語分為兩種方言：北部的恩丹迪克語和南部的恩丹-恩丹語。